# Kata Tjuta

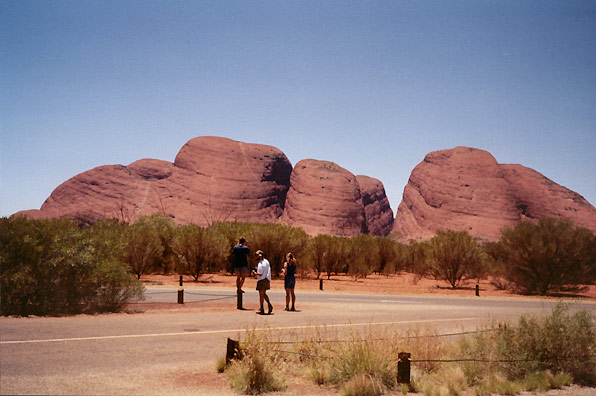
Kata Tjuta

Kata Tjuta (znane także jako Olga, ang. The Olgas) – grupa 30 monolitów znajdujących się w Australii na terenie Terytorium Północnego niedaleko od Uluru. Zbudowane są z prekambryjskich, bardzo zwietrzałych skał, najwyższy z nich wznosi się na wysokość 1096 m n.p.m., około 450 m nad poziom pustyni.
Aborygeńska nazwa Kata Tjuta oznacza dosłownie „wiele głów” i według wierzeń miejscowych plemion jest to miejsce święte, w którym często odprawiane były rozmaite ceremonie. Między innymi było to miejsce publicznych sądów i często publicznego wykonania wymierzonych kar. Na przykład, molestowana kobieta mogła po uzyskaniu wyroku przebić dzidą nogę winowajcy.
Europejska nazwa Olga została nadana temu miejscu przez brytyjskiego podróżnika Ernesta Gilesa na cześć królowej Wirtembergii Olgi Nikołajewny Romanowej w październiku 1872 roku.
Kata Tjuta jest częścią parku narodowego Uluru – Kata Tjuta, wpisanego na listę światowego dziedzictwa UNESCO.